# Ovanius
Ovanius är ett släkte av skalbaggar. Ovanius ingår i familjen vivlar.

## Dottertaxa tillOvanius, i alfabetisk ordning[1]
- Ovanius alutaceus
- Ovanius ampeloglypteroides
- Ovanius asperulus
- Ovanius brevipennis
- Ovanius cattleyae
- Ovanius conicicollis
- Ovanius constrictulus
- Ovanius gracilicornis
- Ovanius laevicollis
- Ovanius laevipennis
- Ovanius melanarius
- Ovanius minutus
- Ovanius niger
- Ovanius nitidus
- Ovanius parvus
- Ovanius piceolus
- Ovanius picipennis
- Ovanius punctulatus
- Ovanius rhomboidellus
- Ovanius rubricus
- Ovanius rufipes
- Ovanius rufulicollis
- Ovanius scutellatus
- Ovanius singularis